# راجر دیویدسون
راجر دیویدسون (انگلیسی: Roger Davidson؛ زادهٔ ۲۷ اکتبر ۱۹۴۸) فوتبالیست اهل بریتانیا است.
از باشگاه‌هایی که در آن بازی کرده‌است می‌توان به باشگاه فوتبال آرسنال، باشگاه فوتبال فولام، باشگاه فوتبال لینکولن سیتی، و باشگاه فوتبال پورتسموث اشاره کرد. وی در ۱۹۶۴ به آرسنال پیوست.